# Liparis angustilabris
Liparis angustilabris är en orkidéart som först beskrevs av Ferdinand von Mueller, och fick sitt nu gällande namn av Donald Frederick Blaxell. Liparis angustilabris ingår i släktet gulyxnen, och familjen orkidéer. Inga underarter finns listade i Catalogue of Life.